# Gamtoosmond
Gamtoosmond (Eng: Gamtoos Mouth) is een klein dorpje aan de monding van de Gamtoosrivier in de provincie Oost-Kaap van Zuid-Afrika even ten westen van Port Elizabeth. Het behoort tot de municipaliteit Kouga en is vooral een toeristisch vakantieoord met een camping aan de rivier en toegang tot de brede stranden van de Indische Oceaan.
De rivier wordt er aan de monding goeddeels afgesloten door een zandbank en vormt daarom een lagune die erg geschikt is voor zwemmen, kano's en bootjes.